# 特雷韋萊斯河

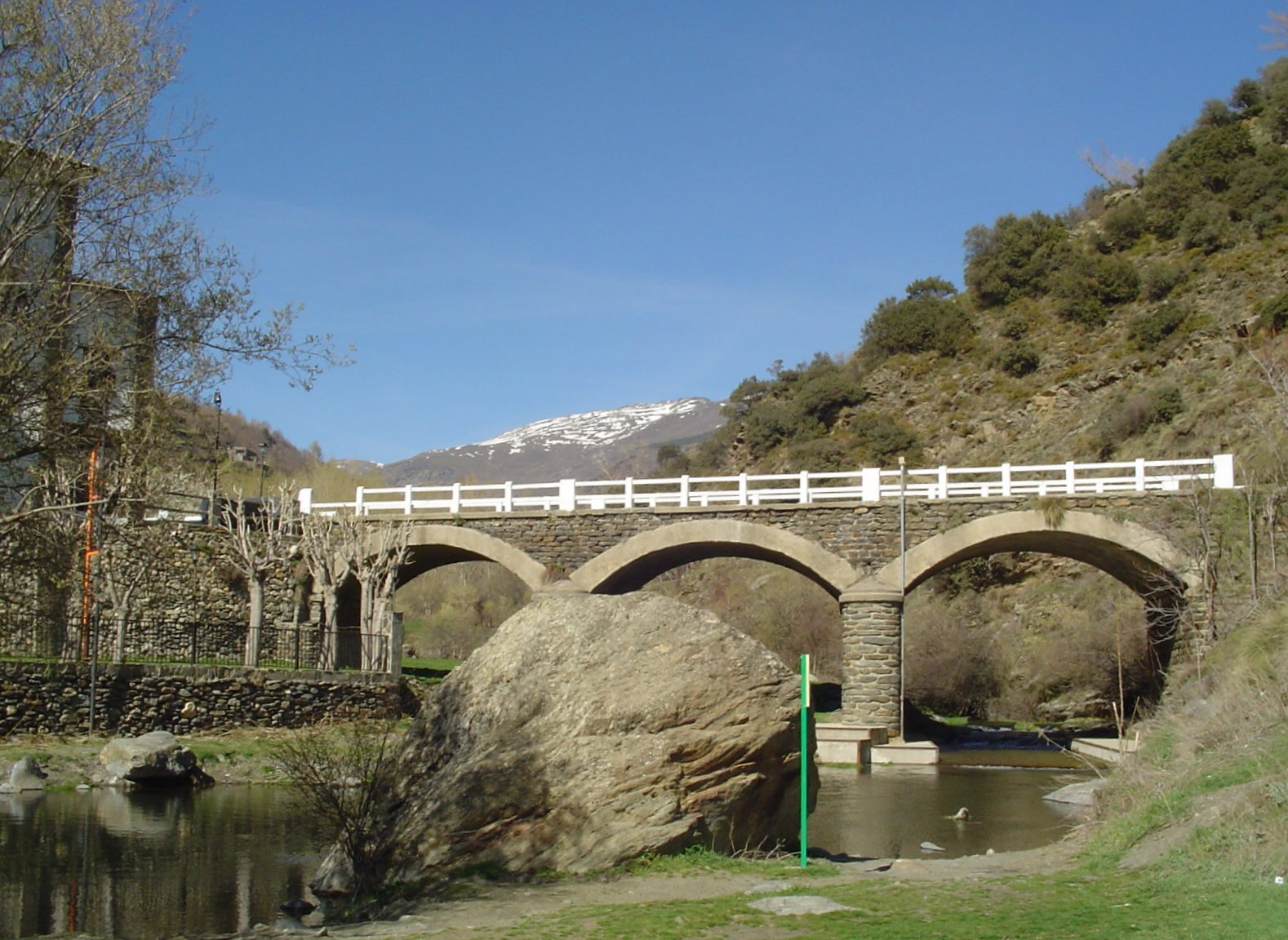
特雷韋萊斯河

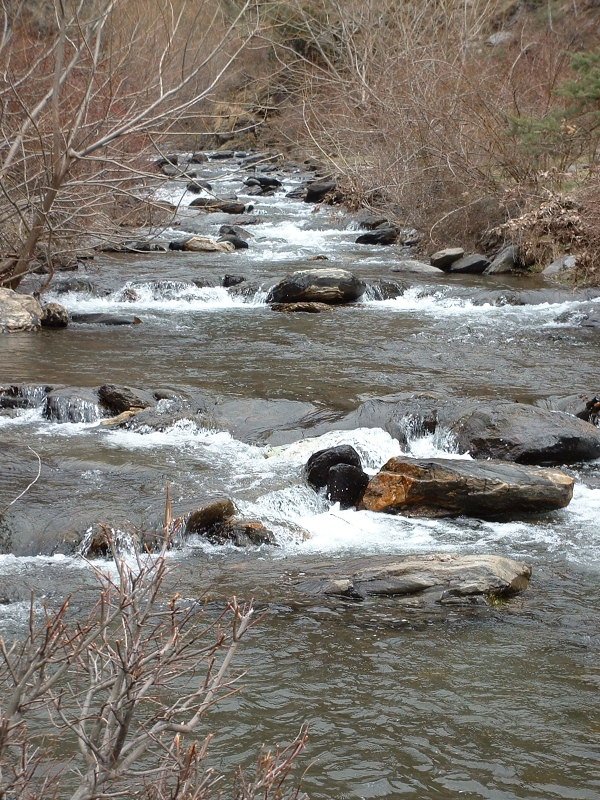
特雷韋萊斯河上游

特雷韋萊斯河（西班牙語：Río Trevélez）是西班牙的河流，位於伊比利亞半島，流經格拉納達省，發源自內華達山脈的特雷韋萊斯，最終在奧爾希瓦注入瓜達爾費奧河。